# Hornibrookella
Hornibrookella is een geslacht van kreeftachtigen uit de klasse van de Ostracoda (mosselkreeftjes).

## Soorten
- Hornibrookella abdulrazzaqae Al-furaih, 1983 †
- Hornibrookella aggradata McKenzie, Reyment & Reyment, 1991 †
- Hornibrookella ainshamsiana Bassiouni, 1969 †
- Hornibrookella apostolescui (Ducasse, 1963) Mckenzie et al., 1979 †
- Hornibrookella arcana (Luebimova & Guha, 1960) Al-furaih, 1977 †
- Hornibrookella avadheshi (Singh & Misra, 1968) Pant & Khosla, 1982 †
- Hornibrookella beatae Liebau, 1991
- Hornibrookella bilamellosa (Marliere, 1958) Al-furaih, 1977
- Hornibrookella brandenburgensis (Pietrzeniuk, 1969) Liebau, 1991
- Hornibrookella calauensis (Pietrzeniuk, 1969) Liebau, 1991
- Hornibrookella confluens (Reuss, 1856) Al-furaih, 1977 †
- Hornibrookella currimundria McKenzie, Reyment & Reyment, 1993 †
- Hornibrookella dhofarensis Guernet, Bourdillon & Roger, 1991 †
- Hornibrookella erikae Liebau, 1991
- Hornibrookella frederica (Apostolescu, 1955) Mckenzie et al., 1979 †
- Hornibrookella gamma (Moos, 1963) Liebau, 1991
- Hornibrookella glyptica Tambareau, 1972 †
- Hornibrookella irinae Liebau, 1991
- Hornibrookella kachchhensis Khosla & Pant, 1989 †
- Hornibrookella lamarckiana (Bosquet, 1852) Mckenzie et al., 1979 †
- Hornibrookella odettae Liebau, 1991
- Hornibrookella partimglabra (Moos, 1968) Al-Furaih, 1977 †
- Hornibrookella quinquecellulosa Al-Furaih, 1977 †
- Hornibrookella ramaniaensis Khosla & Pant, 1989 †
- Hornibrookella renatae Liebau, 1991
- Hornibrookella vermiculata (Bosquet, 1852) Mckenzie et al., 1979 †
- Hornibrookella yvettae Liebau, 1991